# SEAT 1200 Sport
SEAT 1200 Sport — двухдверное купе, выпускалось компанией SEAT с 1975 по 1980 год. Автомобиль был создан на базе Fiat 127, но с более мощным двигателем объемом 1197 см3, мощностью 67 л.с. (49 кВт), позаимствованным у SEAT 124, с поперечным расположением. Двигатель позволял купе развивать максимальную скорость в 160 км/ч. Дизайн кузова был выполнен компанией NSU Motorenwerke AG
В 1977 году появился SEAT 1430 Sport Coupé, с тем же самым кузовом, но с более мощным двигателем от SEAT 1430, объемом 1438 см3 и развивавшим мощность 77 л.с. (56,5 кВт). Ни та, ни другая модели не пользовались большим спросом и потому были сняты с производства.
Автомобиль получил в Испании название Bocanegra («Черный Рот», «Черные Уста») из-за характерной черной пластиковой передней панели, охватывающей решетку радиатора и фары головного света и объединенную с рельефным бампером.
В 2008 году SEAT представил концепт-кар SEAT Bocanegra на Женевском Мотор Шоу. Он получил это имя в честь классического 1200 Sport, и также имеет переднюю панель черного цвета.